# Ursulinertor

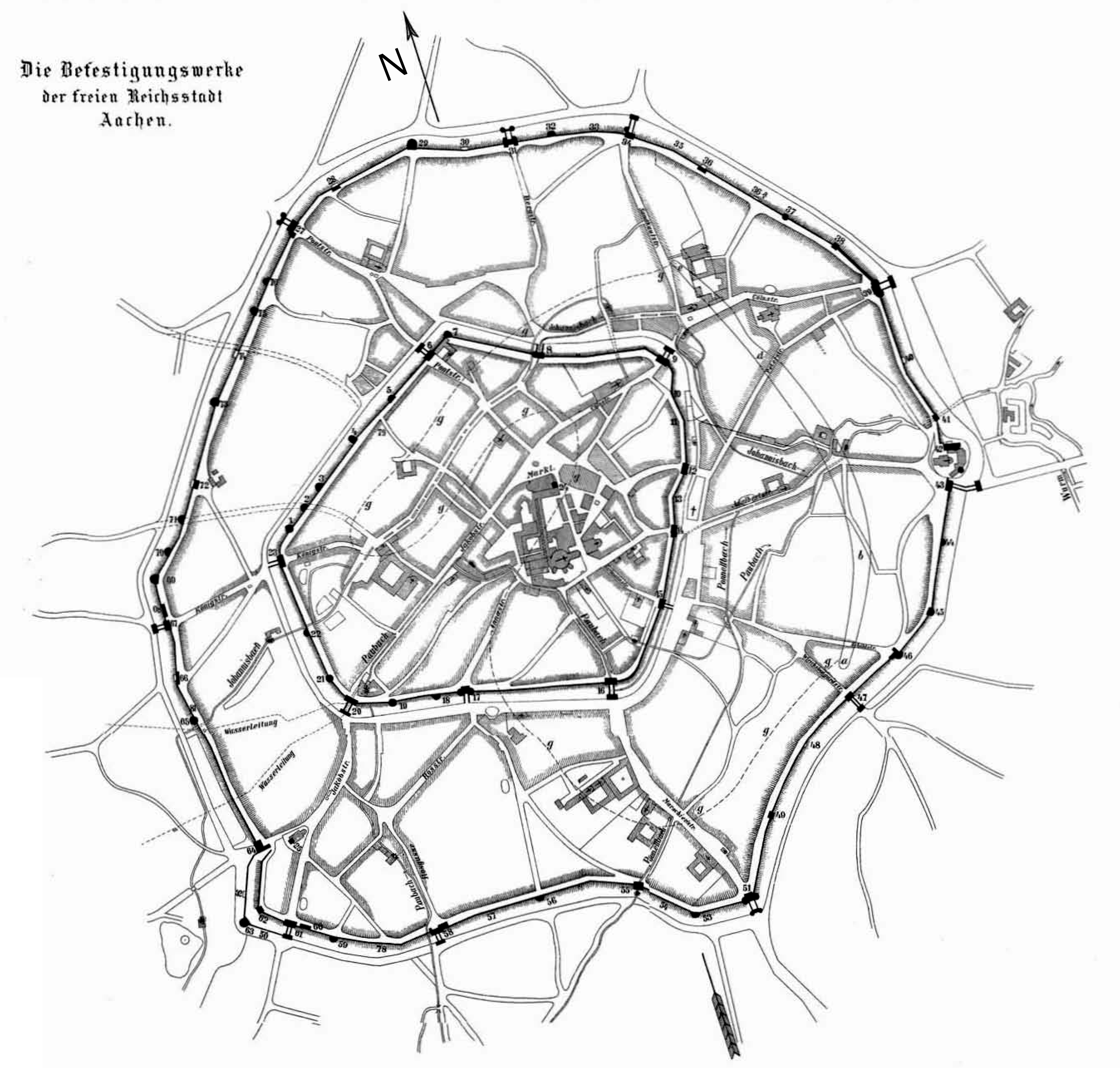
Nr. 14 = Das Ursulinertor; Grafik von Carl Rhoen

Das Ursulinertor, auch Aldegundistor oder Adalbertsmitteltor, war eines der Nebentore in der inneren Stadtmauer Aachens, die auch den Namen innerer Ring, erste Mauer oder Barbarossa-Mauer (erbaut etwa 1170 zur Zeit des Kaisers Barbarossa) trägt. Das Ursulinertor wurde in der Mitte des 13. Jahrhunderts eingefügt und ist heute nicht mehr erhalten.

## Geschichte
Bei der Erbauung des Ursulinertores legte man Wert auf die Verbindung zum wichtigen Adalbertsstift.

## Lage
Das Ursulinertor befand sich im Aachener Ostsüdosten in der sog. Barbarossa-Mauer zwischen dem Harduinstor und dem Besterdertor. Genauer befand es sich etwa dort, wo heute Ursulinerstraße, Holzgraben, und Friedrich-Wilhelm-Platz zusammentreffen.

## Sonstiges
In der Ursulinerstraße, die damals zum Ursulinertor führte, befinden sich heute noch Reste einer großen römischen Platzanlage, welche vermutlich die beiden Thermenbauten zu römischer Zeit verband. Unter den Hausnummern 7 bis 9 wurde ein mächtiges Mauerwerk gefunden. Es handelt sich um die rückwärtige Mauer der Arkaden, welche am Hof rekonstruiert sind. Eventuell befand sich hier auch der römische Verwaltungsmittelpunkt der Siedlung – das so genannte Forum. Diese Mauer blieb erhalten, da sie in den Keller eines mittelalterlichen Gebäudes integriert war.
Die Ursulinerstraße, ehemals auch Aldegundisstraße bezeichnet, ist die älteste als Weg bezeichnete Straße Aachens, wobei von den dortigen Häusern das Doppelhaus Klüppel eine bedeutende Historie, unter anderem am Ende des 16. Jahrhunderts als zentrales Gebetshaus der Reformierten Kirche Aachens, aufweist.